# Дарк пуул
Във финансите Тъмна ликвидност (Dark Liquidity), т.нар. „дарк пул”, е частен и затворен за общата публика форум, в който се търгуват ценни книжа. Ликвидността на тези пазари се нарича „тъмна ликвидност“. Повечето от търговията, която се осъществява на тези пазари са големи позиции на финансови институции. Тези позиции се търгуват извън обществените борси като Нюйоркската борса и НАСДАК. Целта е позициите да останат конфиденциални и извън обсега на масовия инвеститор. Фрагментацията на методите за финансова търговия както и електронното банкиране предоставят възможността за създаването на тези дарк пулове, които обикновено стават достъпни чрез директни договорни отношения между играчите на пазара.
Едно от основните предимства на дарк пуловете е възможността институционалните инвеститори да продават или купуват големи пакети акции, без да разкриват действията си, и по този начин да влияят на пазара до сключването на сделката. От друга страна, един от недостатъците на тези пулове е невъзможността участниците на пазара да виждат движенията по акциите, преди сделките да са финализирани, тъй като цените се договарят от участниците в пуловете, правейки пазара непрозрачен.
Има три основни вида дарк пулове. Първият вид е от независими компании, които предлагат уникални диференцирани основи за търговия. Вторият вид е от компании, притежавани от брокери, в които клиентите на брокерите си взаимодействат, най-вече с други клиенти на брокера (включително и трейдърите на самия брокер), като те остават анонимни. Третият и последен вид е от обществени борси, които създават собствени дарк пулове, за да дадат възможност на своите клиенти да бъдат анонимни и да не обявяват поръчките. В зависимост от конкретните начини, по които тези дарк пулове работят, някои от тях носят и названието „сиви пулове“.
Тези системи и стратегии обикновено търсят ликвидност измежду отворени и затворени търговски платформи като например други алтернативни системи за търговия. Като такива, те са особено практични за компютъризирани и количествени стратегии. Важността на дарк пуловете расте от 2007 г. насам.
|  | Тази страница частично или изцяло представлява превод на страницата Dark liquidity в Уикипедия на английски. Оригиналният текст, както и този превод, са защитени от Лиценза „Криейтив Комънс – Признание – Споделяне на споделеното“, а за съдържание, създадено преди юни 2009 година – от Лиценза за свободна документация на ГНУ. Прегледайте историята на редакциите на оригиналната страница, както и на преводната страница, за да видите списъка на съавторите. ВАЖНО: Този шаблон се отнася единствено до авторските права върху съдържанието на статията. Добавянето му не отменя изискването да се посочват конкретни източници на твърденията, които да бъдат благонадеждни. |